# Oranje zalmplaat
De oranje zalmplaat (Rhodophana nitellina, synoniem: Clitopilus nitellinus ) is een schimmel behorend tot de familie Entolomataceae. Hij leeft saprotroof in kleine groepen in humus van loof- en gemengde bossen op matig vochtig, voedselrijk, kalkrijk zand of leem.

## Kenmerken

### Uiterlijke kenmerken
De hoed heeft een diameter van 1-2,5 cm, aanvankelijk convex, daarna plat-convex, meestal met een kleine, ronde umbo, gegolfd. De hoedrand is aanvankelijk gekruld en vervolgens recht. De hoed is hygrofaan. Als hij nat is, varieert de kleur van oranjebruin tot roodbruin, lichter aan de rand, doorschijnend, gestreept tot twee derde van de straal. Wanneer hij droog is, zeer vervaagd, lichtbruin, maar met een donker centrum. Het oppervlak is glad, kaal en aan de rand hoogstens licht vezelig.
Lamellen
Er zijn twintig tot veertig lamellen die reiken tot aan de steel. Ze staan middelmatig dicht bij elkaar. De kleur is aanvankelijk crème of lichtbruin, daarna rozebruin. De bladen zijn gelijk en hebben dezelfde kleur.
Steel
De steel is 2 tot 4,5 cm lang en 0,5 tot 3 mm dik. De steel is cilindrisch, smaller of breder naar de basis toe, vaak gebogen, aanvankelijk vol, daarna hol. Het oppervlak heeft dezelfde kleur als de hoed of is lichter, glad, soms licht berijpt aan de bovenkant, wasachtig aan de basis en met witte vezels.
Geur en smaak
De zwam heeft een sterke, zoetige meelgeur en een zeer ranzige smaak.
Sporenprint
De sporenprint is rozegeel.

### Microscopische kenmerken
De basidia zijn viersporig en meten 20–42 × 6–10 μm. De basidiosporen zijn dunwandig, ellipsvormig, langwerpig, inamyloïde en meten 7–10 × 5–5,5 μm. De hyfen in de buitenste laag van de hoed zijn cilindrisch, 3-7 μm dik. Ze bevatten een geelachtig pigment, vaak subtiel ingelegd. Er zijn gespen aanwezig.

## Verspreiding
In Europa en Noord-Amerika is hij wijd verspreid, maar zeldzaam. Hij komt voor van laagland tot in de bergen. Daarnaast komt hij voor op enkele afzonderlijke plaatsen in Algerije en Mongolië.
In Nederland komt de oranje zalmplaat zeldzaam voor. Hij staat niet op de rode lijst en in de categorie 'bedreigd'.

## Foto's

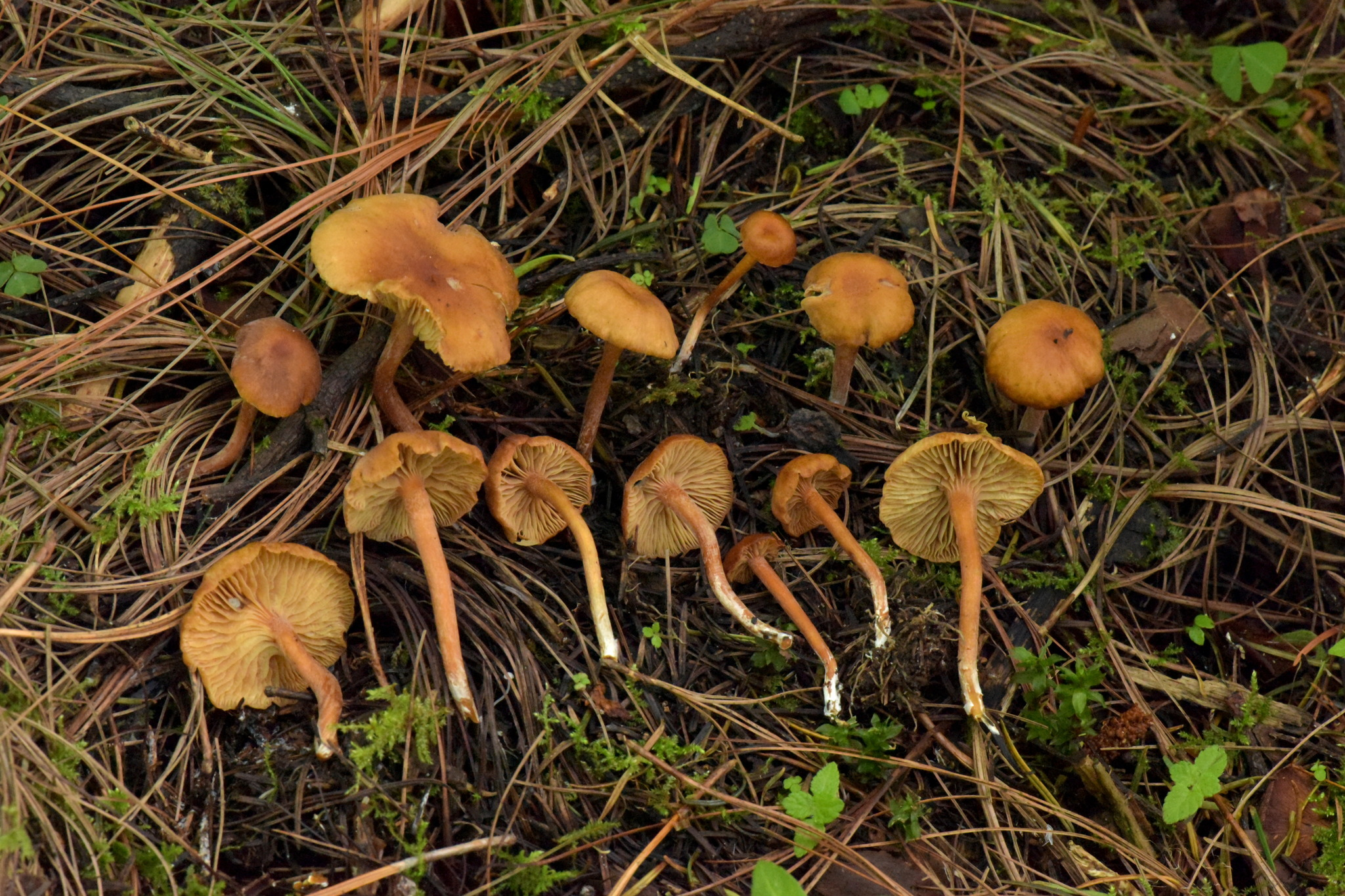
Meerder exemplaren
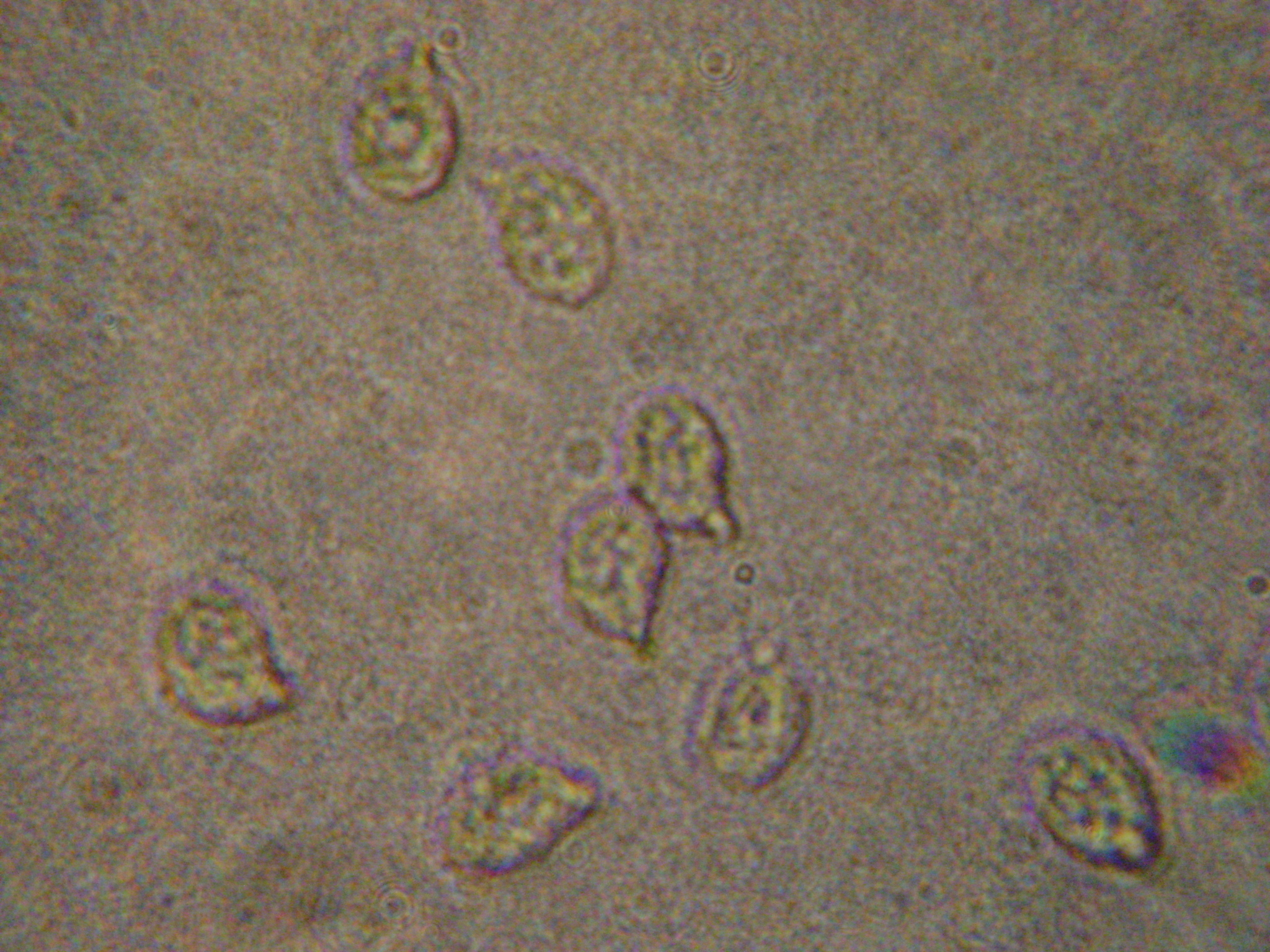
Sporen
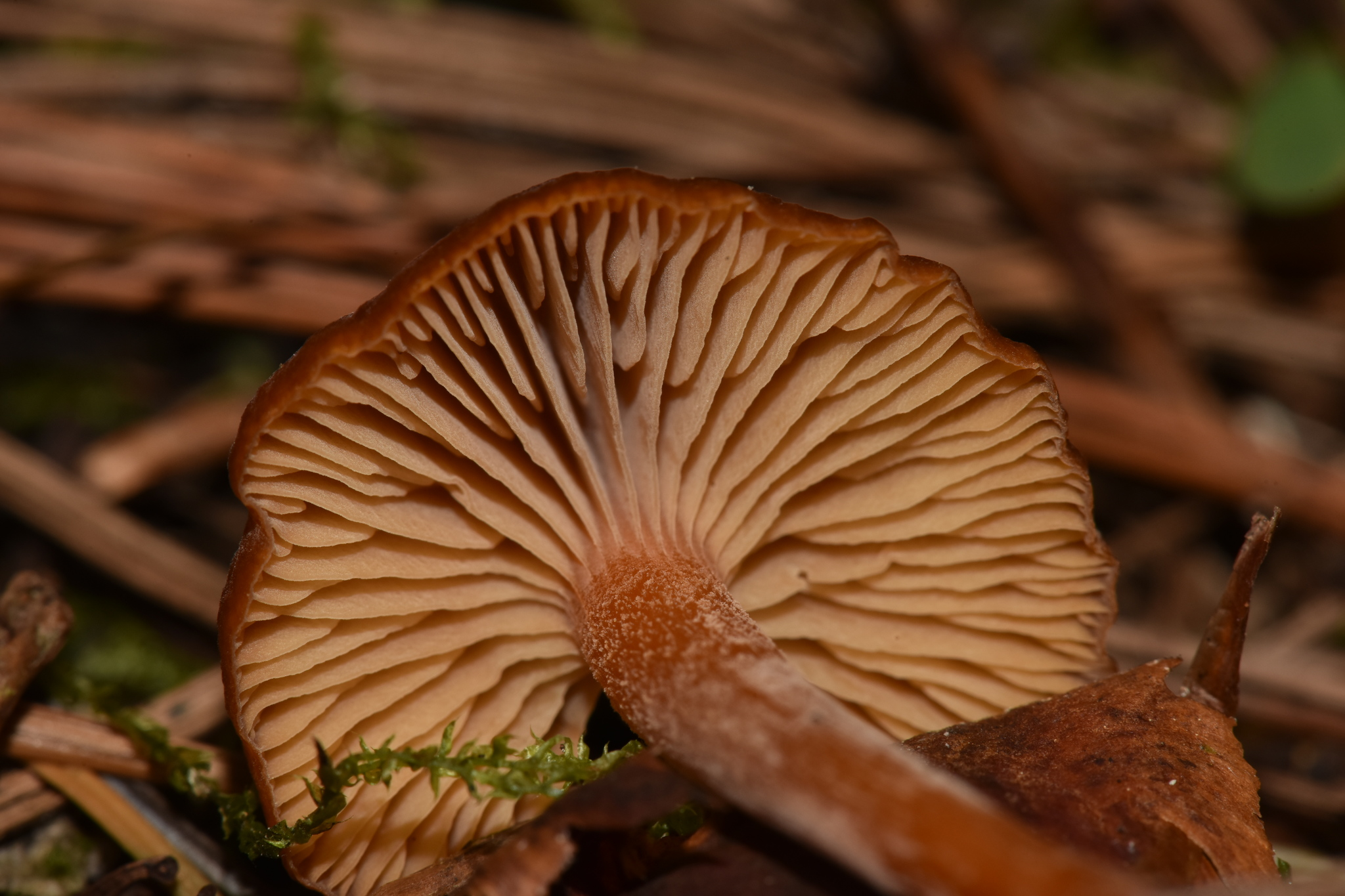
Lamellen